# Black Rock (album)
| Recensione | Giudizio |
| ---------- | -------- |
| AllMusic   |          |

Black Rock è l'ottavo album in studio del musicista blues rock statunitense Joe Bonamassa, pubblicato nel 2010.

## Tracce
1. Steal Your Heart Away (Bobby Parker cover) – 3:48
2. I Know a Place (John Hiatt cover) – 4:19
3. When the Fire Hits the Sea – 3:55
4. Quarryman's Lament – 5:22
5. Spanish Boots (Jeff Beck cover) – 4:38
6. Bird on a Wire (Leonard Cohen cover) – 5:21
7. Three Times a Fool (Otis Rush cover) – 2:02
8. Night Life (ft. B.B. King; Willie Nelson cover) – 3:26
9. Wandering Earth – 4:19
10. Look Over Yonder's Wall (Freddie King cover) – 3:27
11. Athens to Athens – 2:26
12. Blue and Evil – 5:44
13. Baby You Gotta Change Your Mind (Blind Boy Fuller cover) – 4:25